# میندیاک
میندیاک (انگلیسی: Mindyak) یک شهرک در شهرستان اوچالینسکی استان باشقیرستان کشور روسیه است.